# Los Bagres
Los Bagres est la capitale de la paroisse civile de Valles de Tucutunemo de la municipalité de Zamora de l'État d'Aragua au Venezuela.